# 腱鞘炎
腱鞘炎（けんしょうえん）は、腱の周囲を覆う腱鞘（けんしょう）の炎症。症状として、患部の痛みと腫れがあり、患部の動かしづらさが見られる。腱自体の炎症である腱炎（tendinitis）を合併することが多い。
ひどい場合は痺れて動かなくなったり局部が出っ張ったりしてしまう。
部分を冷やしてもあまり変化なく、痛みは長続きする。

## 原因
特定の原因は不明だが、指や手首など特定の関節を反復継続的に使うことによる前腕や手の腱鞘炎が多い。また、関節炎やけがなどから生じることもある。また、職業的にはコンピュータのキーボードを打つ弁理士などの職業や、ピアニスト、打楽器奏者などの演奏家、漫画家、作家などの筆記具を使う仕事などに従事する者の発症例が非常に多い病気である。

## 診断
整形外科でレントゲンやMRIなどで検査をもとに診断して、症状に合わせた投薬・注射・手術などの治療を行う。
患部の腱周囲の腫れが見られる。また、患部の関節、筋肉や腱を動かすことにより、痛みが生じるかどうかなどで診断をつける。生活歴や局所の圧痛からも診断の参考とする。希に末梢神経障害との鑑別に苦慮することがある。

## 治療
患部の安静と抗炎症薬（イブプロフェンなど）の内服・外用を行う。それによって症状の改善や消失が見られない時には、ステロイド局所注射（ステロイドを患部に注射する）や腱鞘を広げるような手術などによる治療が必要となる場合がある。